# Gonomyia (Leiponeura) capnitis
Gonomyia (Leiponeura) capnitis is een tweevleugelige uit de familie steltmuggen (Limoniidae). De soort komt voor in het Australaziatisch gebied.